# هیو بی. کات
هیو بی. کات (انگلیسی: Hugh B. Cott; ۶ ژوئیهٔ ۱۹۰۰ – ۱۸ آوریل ۱۹۸۷) دانشمند در زمینه جانورشناسی اهل بریتانیا بود. یک مرجع در زمینه استتار طبیعی و استتار نظامی و یک تصویرگر و عکاس علمی بود.